# Hustahöjden
Hustahöjden är en tätort sydväst om Västerås i Dingtuna socken i Västerås kommun. 
Mellan 2015 och 2018 klassades den av SCB som en småort

## Befolkningsutveckling
| Befolkningsutvecklingen i Hustahöjden 2015–2020 | Befolkningsutvecklingen i Hustahöjden 2015–2020 | Befolkningsutvecklingen i Hustahöjden 2015–2020 | Befolkningsutvecklingen i Hustahöjden 2015–2020 | Befolkningsutvecklingen i Hustahöjden 2015–2020 |
| ----------------------------------------------- | ----------------------------------------------- | ----------------------------------------------- | ----------------------------------------------- | ----------------------------------------------- |
|                                                 |                                                 |                                                 |                                                 |                                                 |
| År                                              |                                                 |                                                 | Folkmängd                                       | Areal (ha)                                      |
| 2015                                            | 2015                                            |                                                 | 128                                             | 15#                                             |
| 2020                                            | 2020                                            |                                                 | 227                                             | 25                                              |
| Anm.: Ny småort 2015 # Som småort.              |                                                 |                                                 |                                                 |                                                 |